# Io sono con te
Io sono con te è un film del 2010 diretto da Guido Chiesa incentrato sulla figura di Maria di Nazaret. Prodotto da Colorado Film, Magda Film e Rai Cinema con il sostegno del Mibac.

## Trama
Maria è una giovane figlia di pastori, promessa in sposa a Giuseppe, un vedovo con due figli, abitante nel vicino villaggio di Nazareth, nella Galilea di duemila anni fa. Cresciuta secondo l'amore e il rispetto verso i più piccoli, Maria dopo aver lasciato la propria casa, presto ravvisa le storture del mondo patriarcale che la circonda, a partire dalla famiglia del marito. Qui detta legge il fratello più anziano di Giuseppe, Mardocheo. L'atteggiamento solare e determinato della ragazza, protettivo nei confronti dei bambini, suscita l'indignazione del capofamiglia e di quanti sono convinti della necessità di impartire loro punizioni, disciplina e sottomissione.
A fare da sfondo alla vicenda, gli scenari aspri di una terra sottoposta al giogo coloniale dei romani e alle angherie di re Erode. Sollevazioni e ribellioni sono all'ordine del giorno,  e il richiamo alla violenza e alla vendetta, si propagano come una sorta di contagio. Maria dando alla luce suo figlio Gesù, si troverà di fronte a scelte decisive, che la trasformeranno a volte e suo malgrado, in pietra dello scandalo.

## Distribuzione
Il film è stato presentato in concorso al Festival internazionale del film di Roma 2010. È uscito nelle sale il 19 novembre 2010 distribuito da con Bolero Film.